# Queen’s House

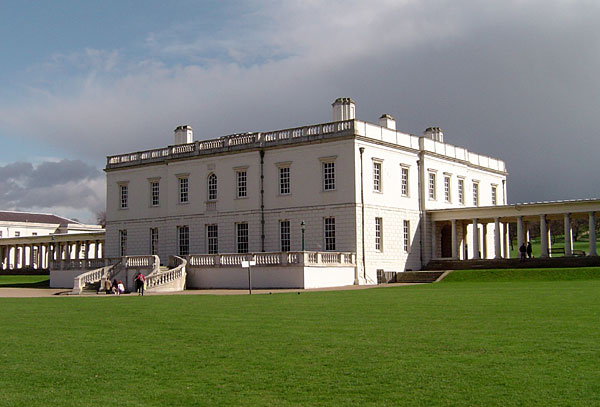
Queen’s House (1616–1637)

Queen’s House i Greenwich i London var den första engelska villan i rent italiensk stil och skilde sig från all annan engelsk renässansarkitektur. Det uppfördes 1616-1635 och användes som privatbostad för drottningarna Anna av Danmark och Henrietta Maria.
Queen’s House ritades av Inigo Jones och uppfördes med början 1616 för Jakob I:s drottning Anne av Danmark. 
Byggnadens plan bestod ursprungligen av två byggnadskroppar som var sammankopplade genom en bro över en allmän väg. Senare ändrades planen till en enkel rektangel, med en genomlöpande galleriförsedd sal i mitten. Flera om- och tillbyggnationer har skett sedan dess, och villan restaurerades senast åren 1986–1999. Huset är symmetriskt med omsorgsfullt avvägda proportioner. Villans återhållsamma och värdiga arkitektur påverkade starkt senare byggnader.

## Bildgalleri

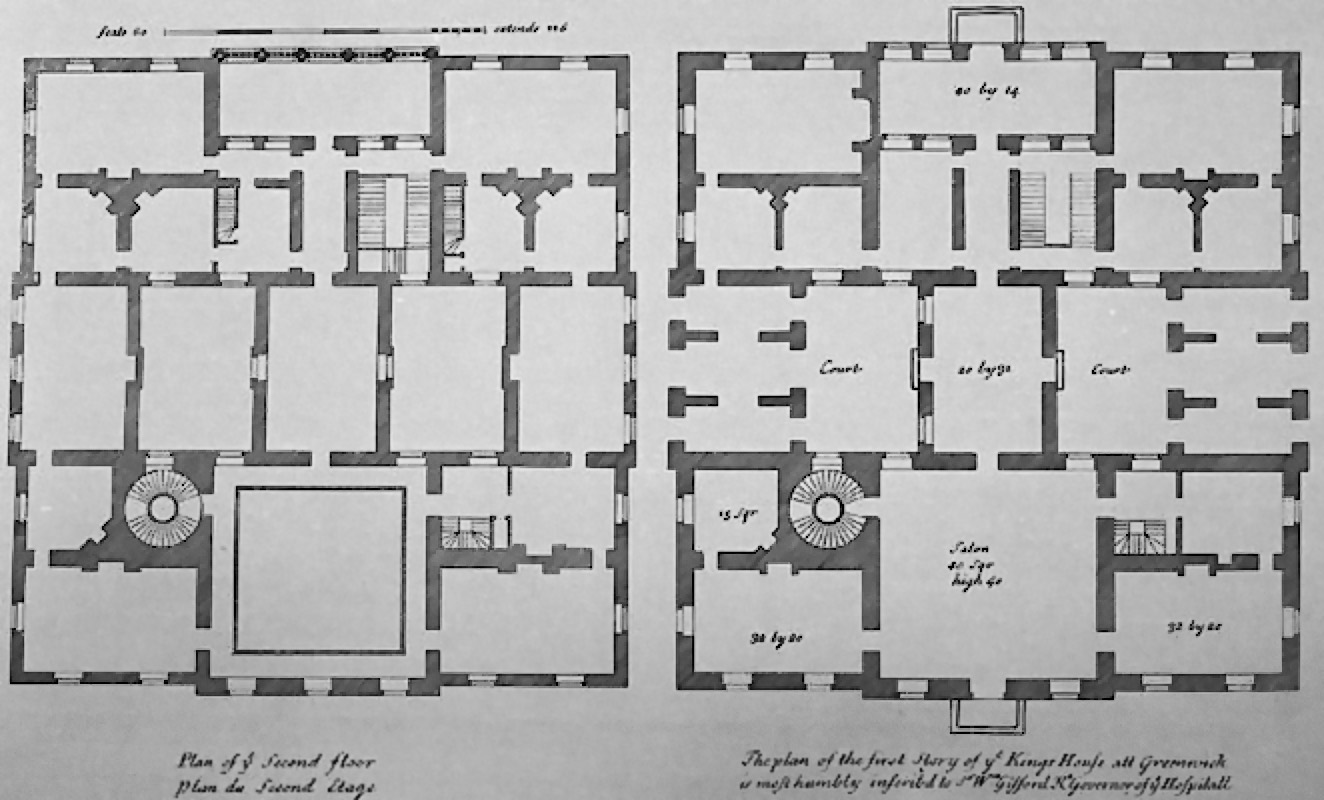
Översikt över ett våningsplan i Queen’s House, senast år 1837. Salongen i den nedre, högra delen består av en kub, där sidorna mäter 12,2 meter.
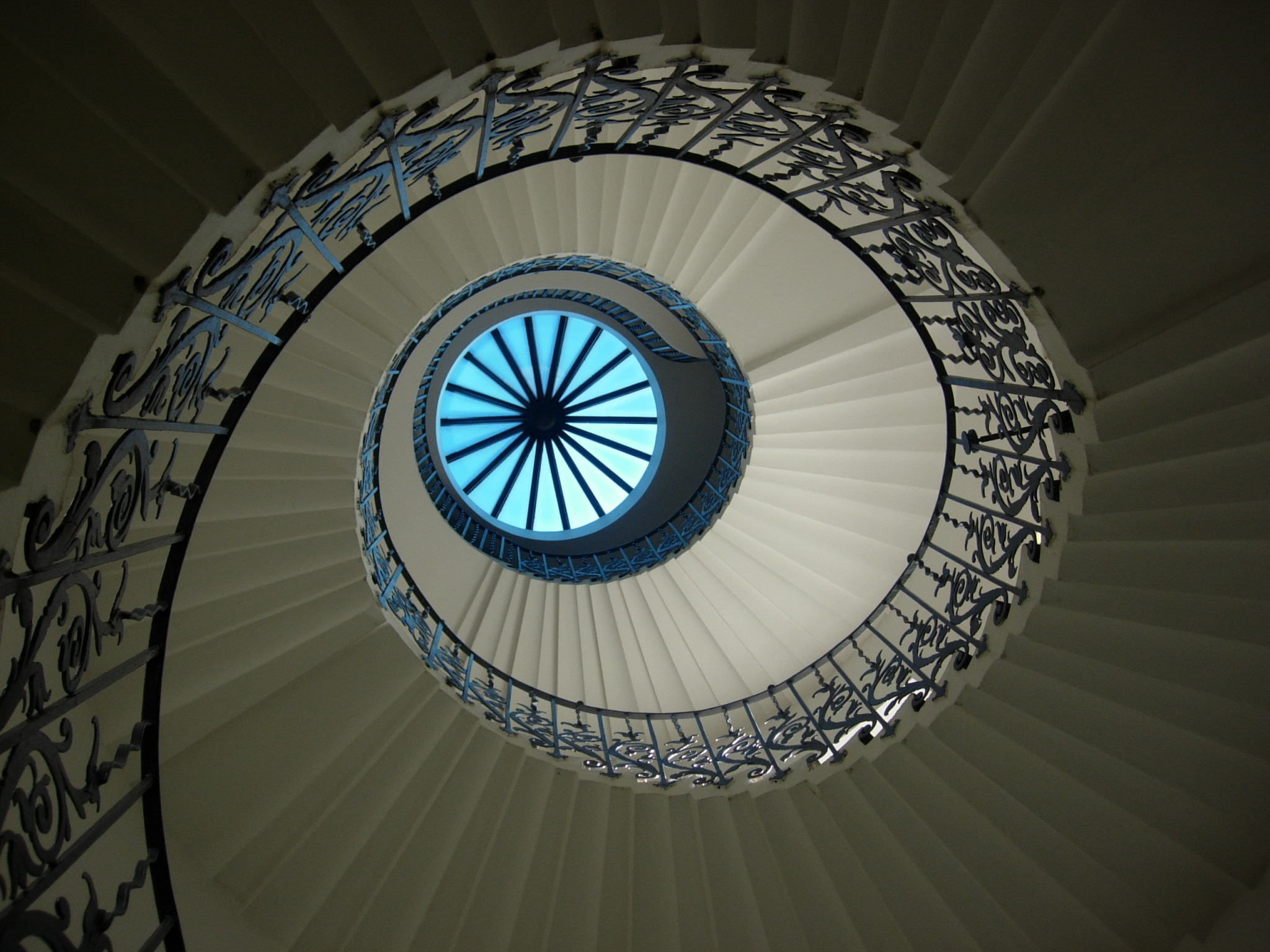
”Tulpantrappan” och kupolen underifrån; den första spiraltrappan utan stöd i mitten som byggts i England. Den hålls uppe av från väggen utskjutande stöd och genom att varje trappsteg vilar på steget nedanför.